# Osmoxylon fenicis
Osmoxylon fenicis är en araliaväxtart som först beskrevs av Elmer Drew Merrill, och fick sitt nu gällande namn av William Raymond Philipson. Osmoxylon fenicis ingår i släktet Osmoxylon och familjen Araliaceae. Inga underarter finns listade.